# Ole Bachke

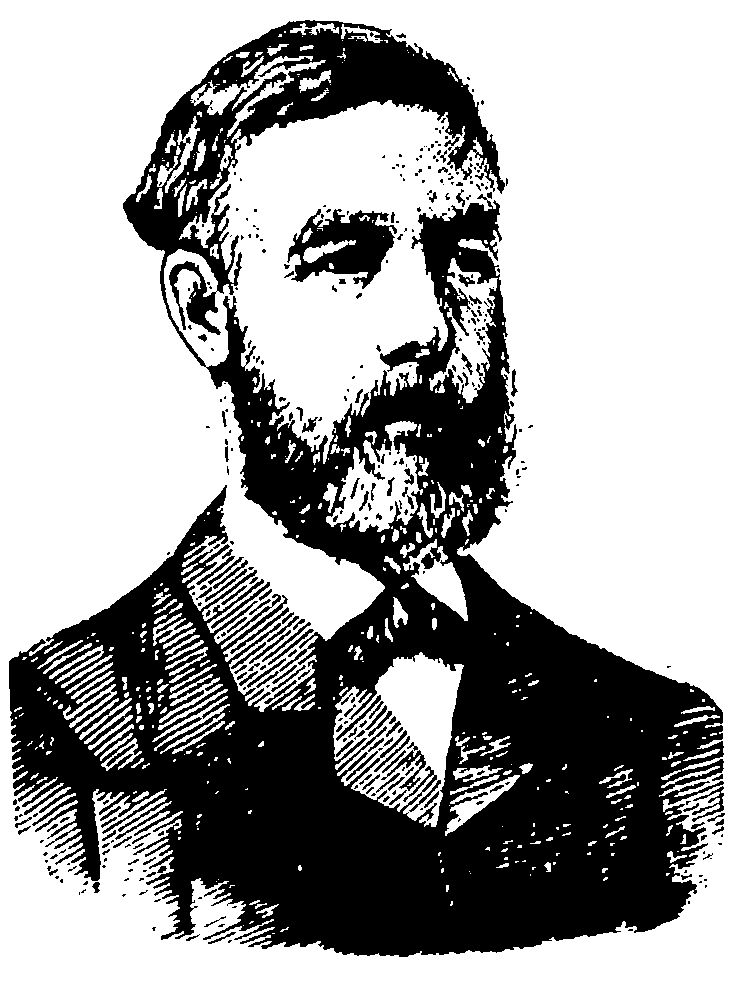
Ole Andreas Bachke. Xylografi ur Verdens Gang, 1883.

Ole Andreas Bachke, född 6 maj 1830, död 3 januari 1890, var en norsk jurist och politiker. Han var bror till Anton Sophus Bachke.
Bachke blev assessor i Kristiania stiftsoverret 1864, justitiarus där 1878, justitieminister 1879. Han dömdes tillsammans med flera kolleger 1884 av riksrätten förlustig statsrådsämbetet, och blev assessor i Høyesterett samma år. Bachke offentliggjorde en rad juridiska avhandlingar samt 1871-75 en stor monografi Om den saakaldte litterære og kunstneriske Ejendomsret, grundvalen för norsk lag i ämnet. Bachke var ledamot av skandiniaviska kommissioner om växellag 1877-78 samt om firma, procura med mera och utarbetade som statsråd tillsammans med Bernhard Getz bland annat utkast till straffprocesslag. Genom sin svåger Michael Birkeland drogs Bachke in i den skandinavistiska rörelsen och infördes i Henrik Ibsens umgängeskrets.